# 万里集九

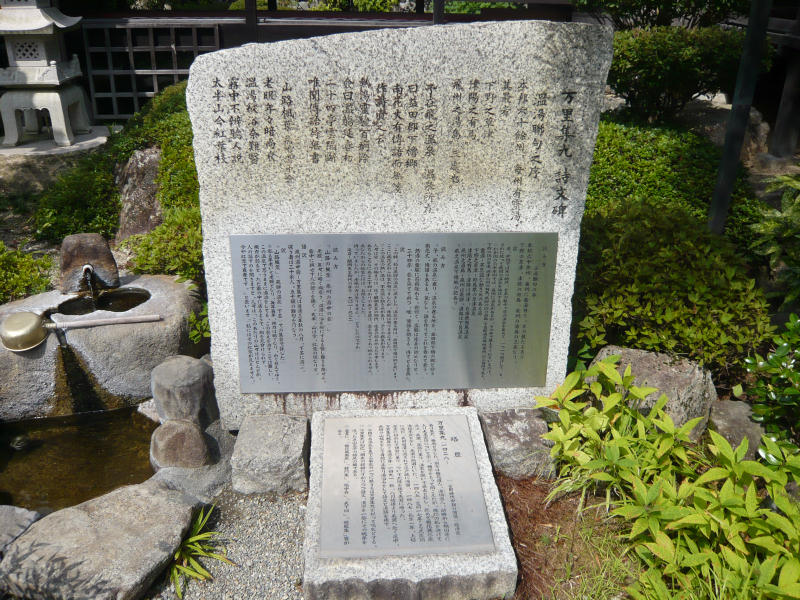
万里集九詩文碑（下呂市温泉寺）

万里集九（ばんりしゅうく、1428年10月17日（正長元年9月9日） - 没年不詳）は、室町時代の禅僧、歌人。近江国の速水氏の出自。「万里」は道号、「集九」は諱で、「集」は一山派の太清宗渭の法系であることを示す一字。

## 略歴
速水氏は近江国浅井郡速水郷を本貫とする一族で、万里も近江に生まれたと考えられている。嘉吉2年（1442年）頃に上京し、京都の臨済宗東福寺の塔頭永明院の叔父梅西のもとに寄寓して僧になったと考えられている。その後は京都相国寺雲頂院で修行し、一山派の大圭宗价に師事し、大圭から「集九」の名を与えられたと考えられている。建仁寺や南禅寺の講席、蔭涼軒主季瓊真蘂にも師事する。寛正4年（1463年）には横川景三、桃源瑞仙とともに相国寺の友社に入っており、相国寺時代には奈良や宇治、須磨、明石に遊んで詩を詠んでいる。応仁元年（1467年）5月に勃発した応仁の乱では相国寺も兵火を被っているが、万里はそれ以前に都を離れ、近江浄行院などへ移る。翌応仁2年には鷗隣斎に仮寓したのち、近江坂田郡大原荘内の正伝庵へ移る。
地方で還俗し、文明3年（1471年）には美濃国禅源寺に住み、斎藤妙椿とも交友。文明5年（1473年）には長男千里が、文明9年（1477年）には次男百里が生まれる。
その後は尾張国、三河国へ移り、文明17年（1485年）10月には太田道灌に招かれて江戸城に滞在する。翌1486年に道灌が上杉定正に暗殺されると、しばらくは定正に留められるが、後に定正に追われた道灌の子太田資康を見舞っている。永正4年（1507年）頃に死去したと考えられている。
著作に『静勝軒記』、漢詩文集の東国旅行記『梅花無尽蔵』（7巻、永正3年（1506年）完成と言われる）など。
なお、万里集九は有馬温泉、草津温泉、下呂温泉の三温泉を「三名泉」とし、江戸時代に林羅山もこの三温泉を「天下の三名泉」と評価している（日本三名泉）。下呂温泉で開催される下呂温泉まつりの参進行列は「温泉感謝祭（万里集九祭・林羅山祭）」として開催されている。